# Lioba von Tauberbischofsheim

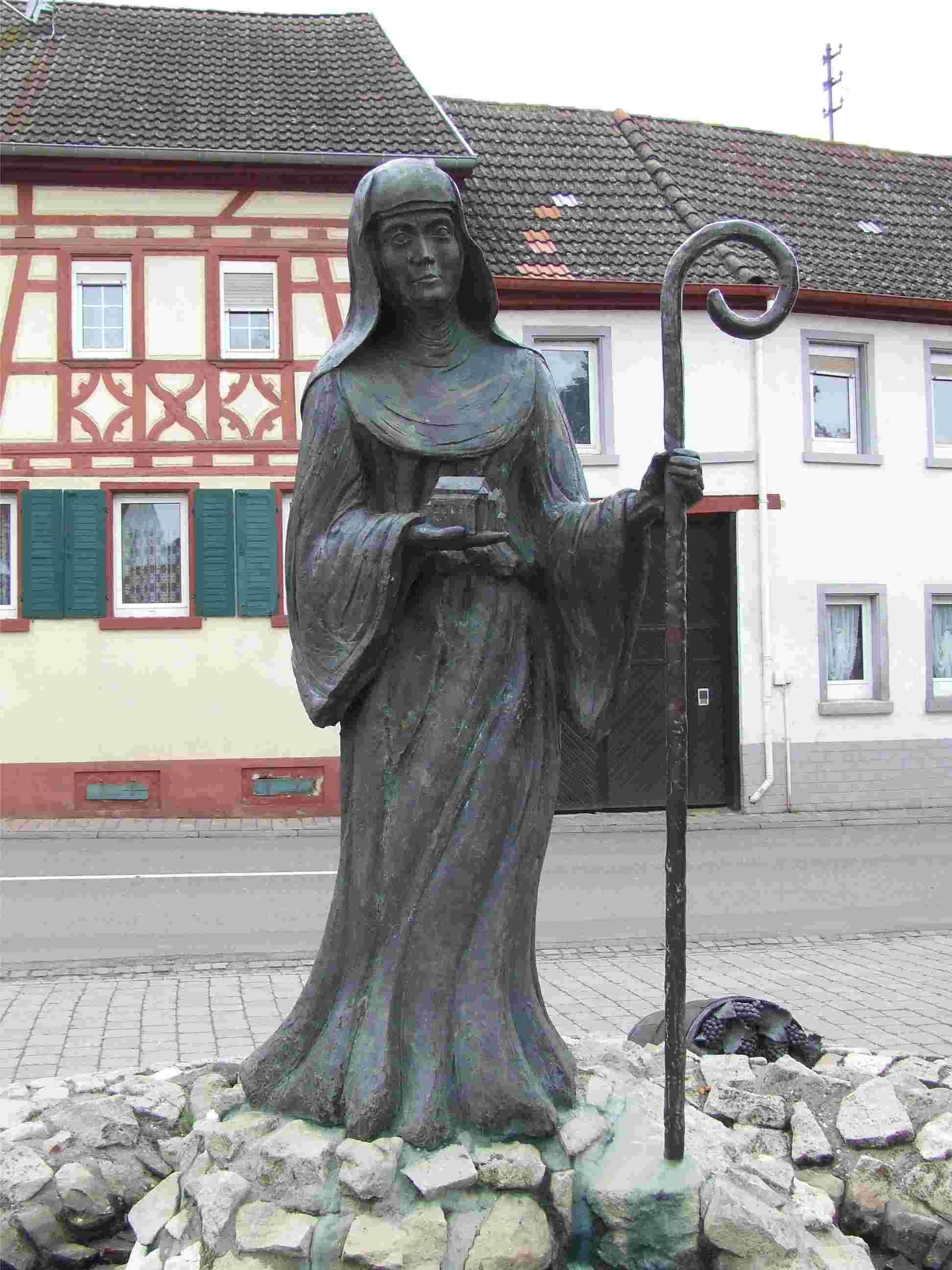
Brunnendenkmal in Schornsheim

Lioba von Tauberbischofsheim, in der älteren Literatur Lioba von Bischofsheim (* um 700/710 in Wessex, England; † 28. September 782 in Schornsheim), war Missionarin und Benediktinerin. Sie wird in der katholischen Kirche und in der orthodoxen Kirche als Jungfrau und Heilige verehrt.

## Leben

### Herkunft
Der Vater Liobas, Dynne (auch: Dimo, Tinne) (* um 665; † um 725) war ein angelsächsischer Adeliger, die Mutter hieß Aebbe (auch: Ebba) (* um 665; † nach 730) und war mit dem hl. Bonifatius verwandt. Die Eltern gehörten so zur zweiten Generation nach der Christianisierung der angelsächsischen Königreiche. Die Eltern blieben lange kinderlos; Lioba war ihr einziges Kind.
Aebbe war schon relativ alt, als ihr Kinderwunsch in Erfüllung ging. Zuvor sah sie in einem Traum, wie in ihrem Leib eine Kirchenglocke läutete und zog sie heraus, als sie noch läutete. Dies wurde Aebbe von ihrer Amme als Zeichen für die Geburt Liobas gedeutet. Deshalb wird die heilige Lioba in der christlichen Ikonographie oft mit einer Glocke als Attribut dargestellt. Bedingung für die Geburt sei jedoch, dass Lioba Gott versprochen werden müsse. Dabei nimmt Rudolf von Fulda in der Vita Leobae ausdrücklich Bezug auf die ähnliche Situation bei der Geburt des Propheten Samuel. Der Taufname des Mädchens war Truthgeb. Leobgyth(a) (lateinisch Lioba), „die Geliebte“, war zunächst ein Kosename, wurde dann aber – auch von Lioba selbst – als Rufname verwendet.

### Erziehung
Lioba wurde von ihren Eltern im Alter von etwa sieben Jahren der Benediktinerinnenabtei von Wimborne (heute: Grafschaft Dorset) übergeben. Aus diesem Anlass erhielt die Amme ihrer Mutter, die die Geburt Liobas vorausgesagt hatte, die Freiheit. Lioba durchlief im Kloster eine Ausbildung in den Sieben Freien Künsten und erwarb dabei eine umfassende literarische und theologische Bildung, die auch das Kirchenrecht mit einschloss. Sie lebte anschließend selbst als Nonne und Lehrerin in Klöstern in Wessex und Kent, darunter in Minster-in-Thanet. Diese Klöster unterstützten die Missionstätigkeit des hl. Bonifatius im Fränkischen Reich.

### Mission
Um 732/735 erbat Bonifatius von der Äbtissin des Klosters Wimborne, Tetta, Lioba als Missionarin. Im Jahre 735 folgte Lioba dem Ruf des Erzbischofs nach Deutschland und Bonifatius  soll ihr, nach quellenmäßig nicht gesicherter Tradition, als Wirkungsstätte das angeblich damals neugegründete Benediktinerinnenkloster Bischofsheim (heute: Tauberbischofsheim übertragen haben.), das sie fortan als Äbtissin leitete. Sie unterrichtete junge, einheimische Mädchen der Oberschicht im Kloster und übernahm so das aus den angelsächsischen Königreichen bekannte Modell. Unter Liobas tatkräftiger Leitung erblühte das Tauberbischofsheimer Kloster rasch und entwickelte sich zu einem bedeutenden Bildungs- und Kulturzentrum für das untere Maintal. Eine Reihe ihrer Schülerinnen wurden wiederum Lehrerinnen und trugen so das Wissen weiter. Dadurch entstanden im Umkreis kleinere Tochtergründungen, über die Lioba die Oberaufsicht behielt.
Bemerkenswert sind ihre große Offenheit gegenüber der Bildung von Frauen und die Förderung von deren aktiver Tätigkeit in der Mission, wie sie das aus England kannte. Dies unterschied sich von dem wesentlich androzentrischeren römischen Modell, das sich in der Folgezeit durchsetzen sollte, deutlich.

## Ratgeberin
Lioba war in hohem Maß mit den Führungseliten des Fränkischen Reiches bekannt. Sie war mit einer der Frauen Karls des Großen, Königin Hildegard, befreundet und Karl der Große stellte ihr einen Alterssitz in Schornsheim zur Verfügung. Sie war bei weltlichen und Kirchenführern als Beraterin hoch angesehen.

### Das Erbe des Bonifatius
Bevor Bonifatius 754 zu seiner letzten Reise nach Friesland aufbrach, bei der er das Martyrium erlitt, versammelte er seine Mitarbeiter um sich und ordnete seine Nachfolge: Sturmius war bereits früher als Abt des Klosters Fulda eingesetzt worden. Lul sollte Erzbischof von Mainz werden und Lioba wurde mit der Weiterführung des Missionswerks betraut. Bonifatius bekleidete Lioba mit seiner eigenen Kukulle und bestimmte, dass sie nach ihrem Tod in seinem Grab im Kloster Fulda beigesetzt werden solle. Er vertraute sie dem Schutz des Bischofs Lul und dem der Mönche des Klosters Fulda an. Daraufhin wurde der heiligen Lioba später als einziger Frau gestattet, ohne Begleitung die Klausur dieses Klosters zu betreten, um das Grab des heiligen Bonifatius aufsuchen zu können.
Nach dem Tod des hl. Bonifatius kam es zu einem heftigen Streit zwischen Erzbischof Lul und Abt Sturmius, über die Frage, ob das Kloster dem Ortsbischof unterstehe oder exemt sei. In dieser Auseinandersetzung obsiegte der Bischof. Wo Lioba in diesem Streit stand, ist aus den Quellen nicht zu erschließen. Zwei Fakten aber sind in diesem Zusammenhang bemerkenswert: Zum einen verbrachte Lioba ihren Lebensabend nicht in einem der von ihr geleiteten Klöster, sondern in dem gestifteten Alterssitz in Schornsheim, 25 km südwestlich von Mainz. Ob sie so politisch aus dem Verkehr gezogen werden sollte, ist heute nur schwer zu beurteilen.

### Tod
Lioba starb – vermutlich am 28. September 782 – auf ihrem Gut in Schornsheim. Kurz zuvor soll sie sich bei einem Besuch in Aachen von Königin Hildegard mit der Ankündigung verabschiedet haben, dass sie sich in diesem Leben nicht wiedersehen würden.
Ihr Leichnam wurde – vermutlich zwischen Mainz und Fulda auf dem gleichen Weg wie 26 Jahre zuvor der Leichnam des heiligen Bonifatius – in das Kloster Fulda überführt, wo sie zunächst im Ostchor der von Abt Sturmi errichteten Stiftskirche St. Salvator nördlich des Hauptaltars beigesetzt wurde. Der Wunsch des hl. Bonifatius, dass sie in sein Grab gelegt werde, wurde missachtet. Rudolf von Fulda begründete das damit, dass man aus Gründen der Verehrung des Heiligen nicht gewagt hätte, sein Grab zu öffnen.

## Verehrung

### Reliquien

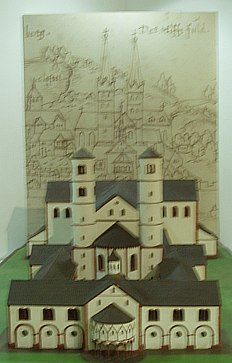
Modell der Ratgar-Basilika

Nach der Errichtung der sogenannten Ratgar-Basilika an der Stelle des Gründungsbaus war das Grab Liobas wegen des von Abt Eigil von Fulda 818 veranlassten nachträglichen Einbaus der Ostkrypta im Wege und musste verlegt werden. Im Jahre 819 erfolgte mit ausdrücklicher Genehmigung des zuständigen Erzbischofs Haistulf von Mainz die Translatio der Reliquien in das südliche Seitenschiff, neben eine Gedächtnistafel für den hl. Ignatius von Antiochien. In dieser Zeit wurde Lioba bereits als Heilige verehrt.
Da Lioba in der Klausur der Fuldaer Mönche beigesetzt wurde, war der Zugang für Frauen zu ihrem Grab unter normalen Umständen nicht gegeben. Da ihre Schülerinnen und Anhängerinnen aus der fränkischen Oberschicht stammten, dürfte der Druck auf das Kloster Fulda groß gewesen sein, hier eine Lösung zu schaffen. Die Lösung war, die Reliquien unter dem Fuldaer Abt Hrabanus Maurus zwischen 836 und 838 in die von ihm errichtete Kirche St. Peter auf dem Petersberg zu überführen.

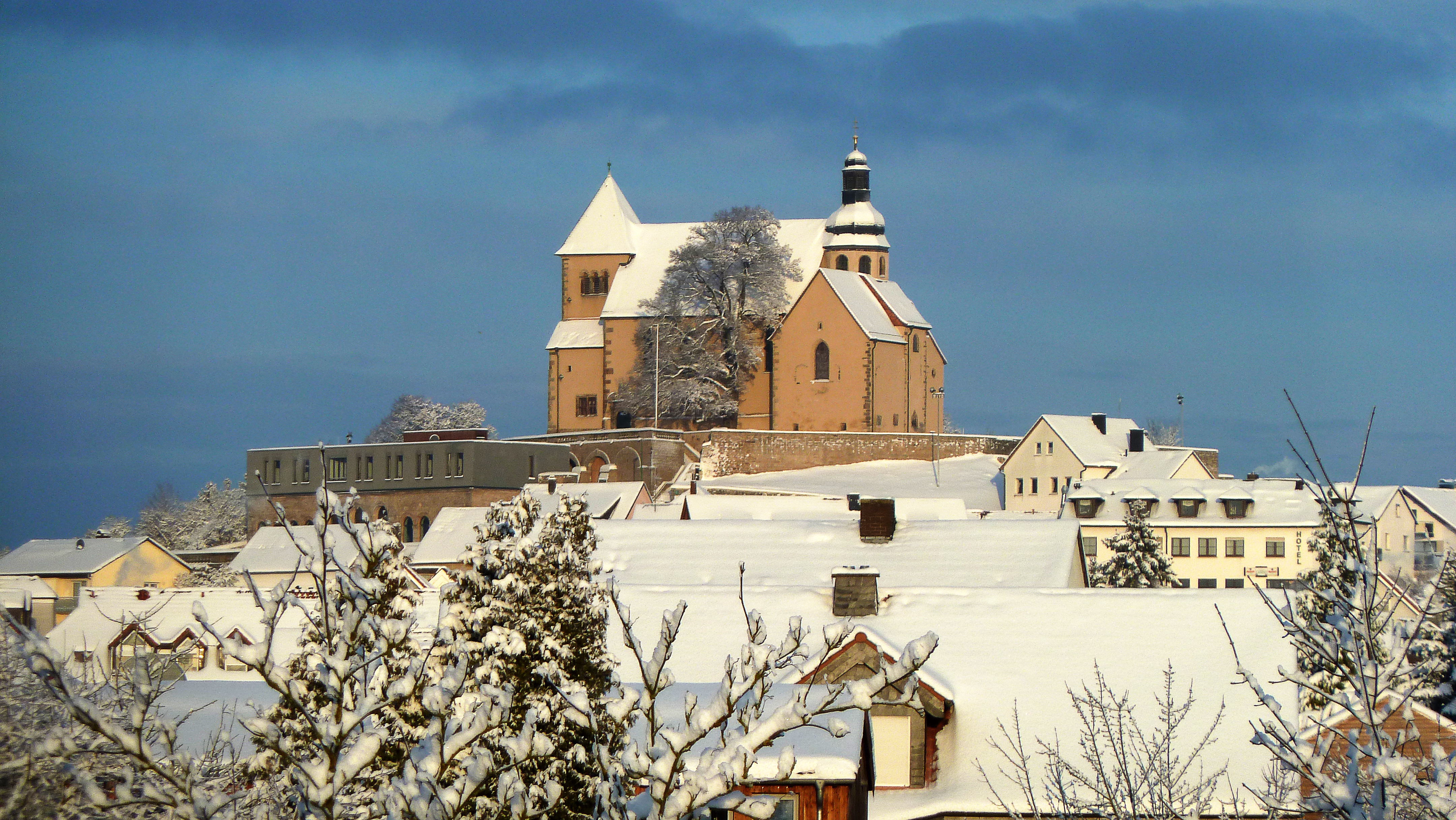
St. Peter auf dem Petersberg bei Fulda mit der Cella St. Lioba vor der ehem. Klostermauer (links)

Es wurde dort kein Nebenaltar errichtet, sondern die Reliquien wurden in einem Steinsarkophag in der Krypta niedergelegt. In der Krypta befanden sich außerdem eine große Anzahl Reliquien jungfräulicher Märtyrinnen.
Zu einem unbekannten Zeitpunkt wurden die Reliquien wieder in die Hauptkirche des Klosters Fulda überführt. Der Sarkophag blieb auf dem Petersberg und wurde selbst zu einer Stätte, von der Wunderheilungen erwartet wurden. Dazu gibt es in der Krypta der Peterskirche ein barockes Wandbild, das die Übertragung der Reliquien darstellt: Mütter legten ihre kranken Kinder in den leeren Sarkophag, um so die Fürsprache der Heiligen zu erbitten. Der Sarkophag wurde deshalb im Volksmund auch „Schreistein“ genannt. 1655 erhielten die Franziskaner, die in Tauberbischofsheim ein Kloster neu gründeten, die Reliquie eines Schulterblatts der Heiligen. Die Schädelreliquie der Heiligen Lioba befindet sich seit 1995 wieder in der Kirche auf dem Petersberg.

### Wunder
Rudolf von Fulda berichtet eine Reihe von Ereignissen über das Leben der hl. Lioba:
- Eines Nachts hatte sie den Traum, aus ihrem Mund komme ein roter Wollfaden. Er wurde so lang, dass sie ihn kaum noch zu einem Knäuel aufwickeln konnte. Eine ältere Nonne deutete diesen Traum als Zeichen für die große Gottesliebe, die Lioba weiterschenken solle.[48]
- Lioba rettete den guten Ruf des Klosters, nachdem Einwohner von Tauberbischofsheim die Leiche eines Neugeborenen in dem Bach fanden, der durch das Kloster floss.[49]
- Lioba rettete das Kloster und einen Teil von Tauberbischofsheim bei einem Großbrand durch von Bonifatius geweihtes Salz.[50]
- Lioba stillte einen Gewittersturm[51]
- Lioba heilte eine todkranke Nonne[52]

Rudolf von Fulda berichtet weiter über Ereignisse über Wunder, die auf Fürsprache der Heiligen geschehen seien:
- Ein eiserner Ring, der den Arm eines Mannes umschloss, löste sich, als er am Grab der heiligen Lioba betete.[53]
- Ein Spanier, der ein Nervenleiden hatte, wurde geheilt, als er am Grab der heiligen Lioba betete.[54] Diese Geschichte ist auf die Zeit kurz vor 836 zu datieren[55]

### Verehrung, Patronate und Patrozinien

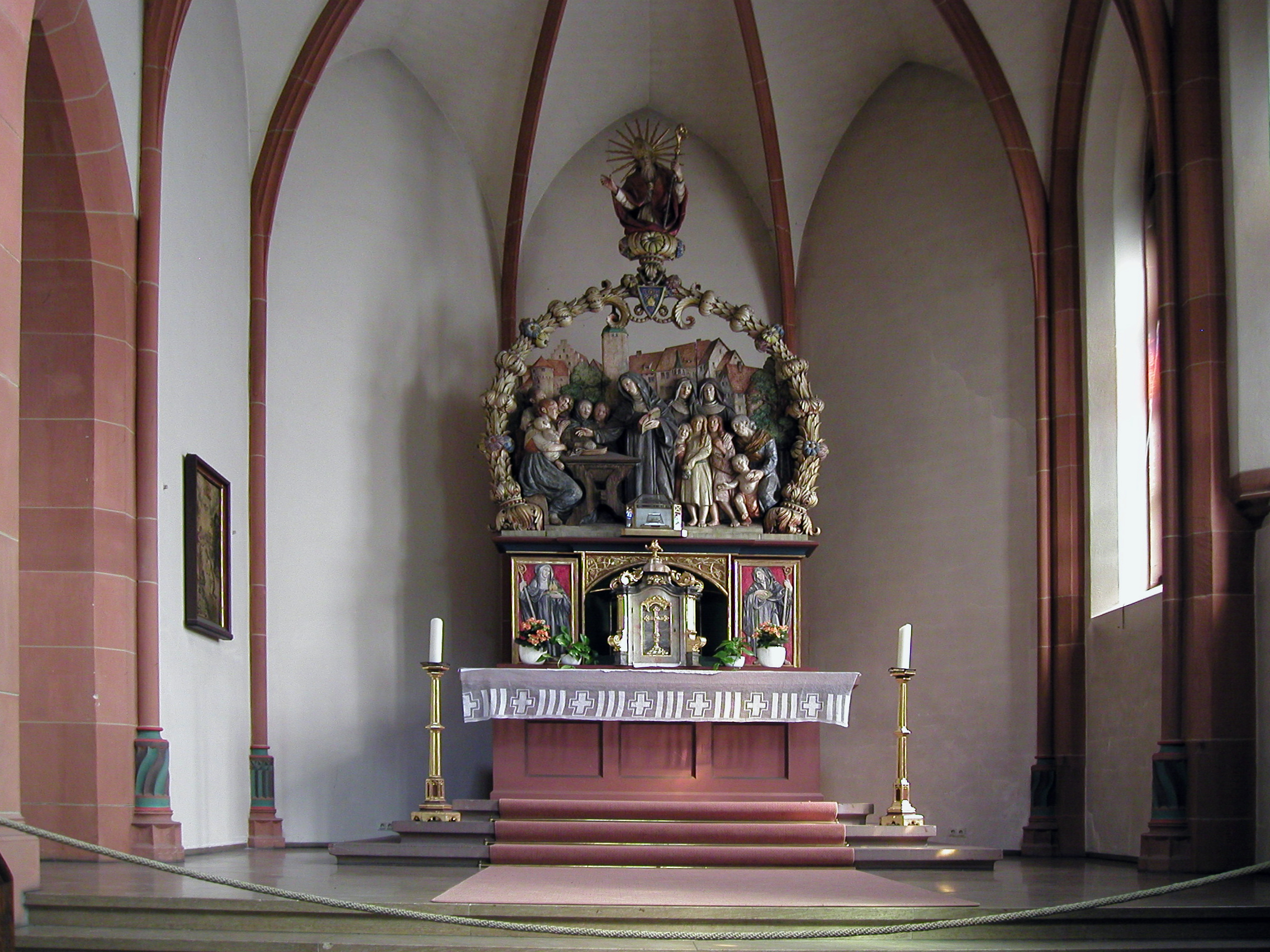
Liobaaltar in der Stadtkirche St. Martin in Tauberbischofsheim

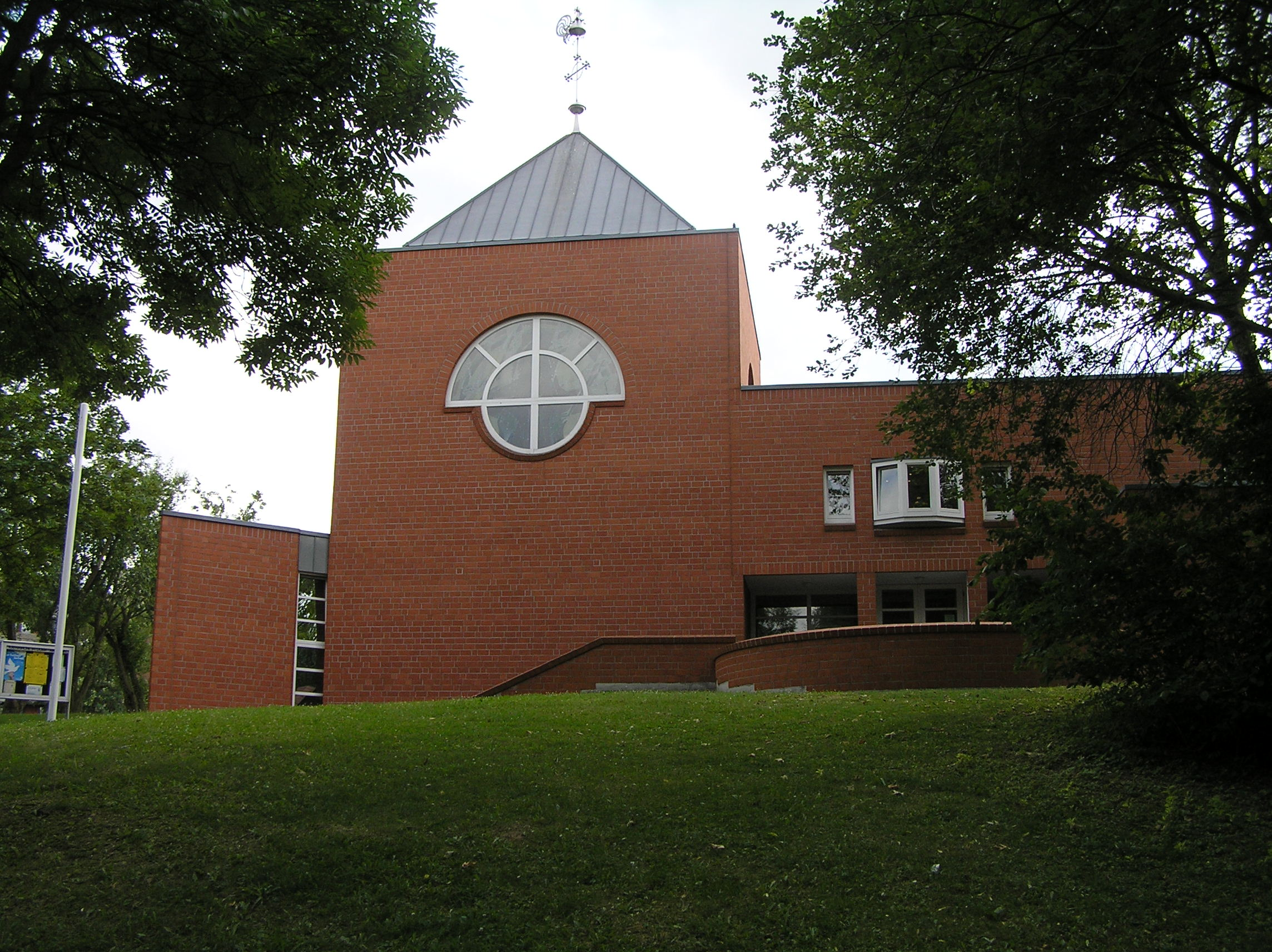
St. Lioba – am Bügel in Frankfurt-Nieder-Eschbach

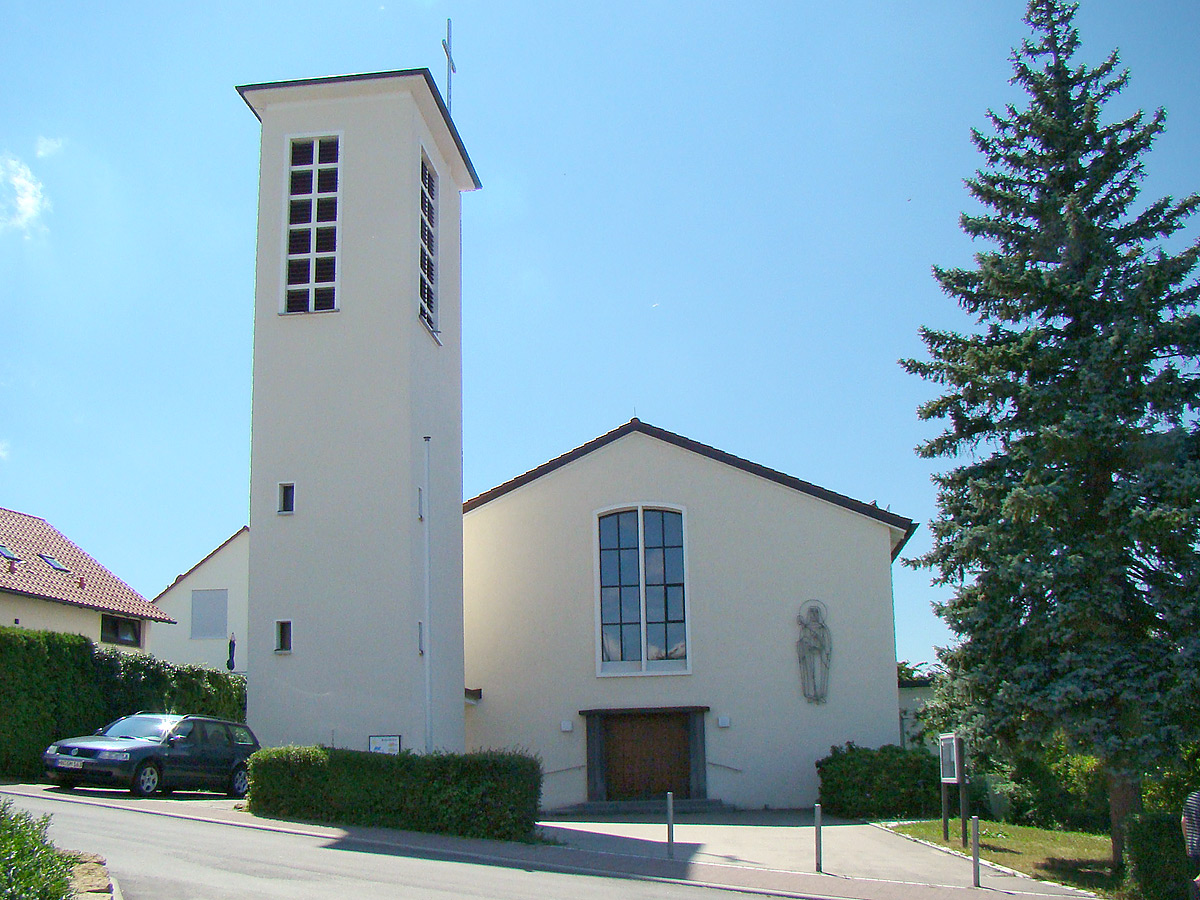
St. Lioba in Leingarten

Die Lioba wurde mit einem Festakt im Rathaussaal während des Stadtjubiläums 2005 zur Stadtpatronin von Tauberbischofsheim bestimmt. Es gibt einen Stadtfeiertag, der immer am letzten Samstag im September begangen wird, „da die Fürbitte der hl. Lioba am Ende des Zweiten Weltkriegs die Stadt gerettet habe […] während das nahe Königshofen fast völlig zerstört wurde.“
Die Benediktinerinnen von der heiligen Lioba sind eine 1927 gegründete Kongregation der Benediktinerinnen. Im September 2007 wurde am 1225. Todestag der Hl. Lioba auf dem Petersberg eine neue Niederlassung der Benediktinerinnen von der Heiligen Lioba begründet. Lioba ist auch Mitpatronin des missionsbenediktinischen Säkularinstituts St. Bonifatius.
Der Gedenktag der Heiligen in der römisch-katholischen Kirche und im evangelischen Namenkalender ist der 28. September, ihr Todestag und der Tag der Reliquientranslation nach St. Peter. In jedem Jahr findet zu Ehren der hl. Lioba in Petersberg die Liobawoche statt. Höhepunkte dieser Festwoche sind eine Prozession mit den Reliquien der Heiligen und eine Lichterprozession.

## Ikonographie
Die heilige Lioba wird in der Ikonographie in der Regel im Habit der Benediktinerinnen dargestellt. Als Attribute trägt sie eine Glocke oder ein Evangeliar (als Symbol der Missionstätigkeit), außerdem den Krummstab als Zeichen ihrer Würde als Äbtissin, zuweilen auch mit einem roten Wollknäuel oder einem Wollfaden. Manchmal wird die hl. Lioba auch beim Stillen des Sturmes gezeigt.

### Sekundärliteratur
- Gereon Becht-Jördens:  Manipulation der Erinnerung durch systematische Vernichtung und Fälschung von Quellen aus Misogynie? Zu der rezenten These eines ursprünglich nach angelsächsischem Muster unter weiblicher Leitung stehenden Doppelklosters Fulda. In: Jessica Ammer, Claudine Moulin, Hans-Joachim Solms (Hrsg.): Informationsmodifikation und -verlust. Wege der Erforschung (=Zeitschrift für Deutsche Philologie, Sonderheft zu Band 143 [2024]), S. 135–149.
- Gereon Becht-Jördens: Sturmi oder Bonifatius? Ein Konflikt im Zeitalter der anianischen Reform um Identität und monastisches Selbstverständnis im Spiegel der Altartituli des Hrabanus Maurus für die Salvatorbasilika zu Fulda. Mit Anhängen zur Überlieferung und kritischen Edition der Tituli sowie zu Textquellen zur Architektur und Baugeschichte der Salvatorbasilika. In: Marc-Aeilko Aris, Susana Bullido del Barrio (Hrsg.): Hrabanus Maurus in Fulda. Mit einer Hrabanus Maurus-Bibliographie (1979–2009) (= Fuldaer Studien. Bd. 13). Knecht, Frankfurt am Main, ISBN 978-3-7820 0919-5, S. 121–183, hier S. 138–139; S. 145–146, S. 148–153 mit Anm. 95, S. 148.
- Susana Bullido del Barrio: „Iuxta decreta“. Überlegungen zu Hrabanus Maurus und seinem Martyrologium. In: Marc-Aeilko Aris, Susana Bullido del Barrio (Hrsg.): Hrabanus Maurus in Fulda. Mit einer Hrabanus Maurus-Bibliographie (1979–2009) (= Fuldaer Studien. Bd. 13). Knecht, Frankfurt am Main 2010, ISBN 978-3-7820-0919-5, S. 189–218.
- Heinrich Hahn: Lioba. In: Allgemeine Deutsche Biographie (ADB). Band 18, Duncker & Humblot, Leipzig 1883, S. 725.
- Hieronyma Angelika Hieber: Hl. Lioba. Erste Lehrerin Germaniens und Patronin des Taubertals. Dokumentation einer Sammlung. Tauberbischofsheim 1989.
- Brigitte Kasten: Lioba. In: Lexikon des Mittelalters (LexMA). Band 5. Artemis & Winkler, München/Zürich 1991, ISBN 3-7608-8905-0, Sp. 2003.
- Petra Kehl: Die Verehrung der hl. Lioba. In: Fuldaer Geschichtsblätter 67 (1991), S. 141–150.
- Gerta Krabbel: Lioba : Frühchristliches Frauenwirken in Deutschland, Regensberg, Münster 1953
- Gabriele Lautenschläger: Lioba (Leobgith), Heilige. In: Biographisch-Bibliographisches Kirchenlexikon (BBKL). Band 5, Bautz, Herzberg 1993, ISBN 3-88309-043-3, Sp. 100–101 (Artikel/Artikelanfang im Internet-Archive).
- Josef Leinweber: St. Lioba. Leben und Wirken. Fulda [1980].
- Manuel Raisch: Lioba, die Missionarin an Bonifatius‘ Seite. Die Notwendigkeit von Frauen in der Missionsarbeit. Nürnberg 2013. ISBN 978-3-941750-80-7
- Josef Semmler: Mittelalterliche Klostervorsteherinnen: Radegunde von Poitiers, Gertrud von Nivelles, Lioba von Tauberbischofsheim. In: Heinz Finger (Hrsg.): Die Macht der Frauen (= Studia humaniora, Band 36), Düsseldorf 2004, ISBN 3-7700-0847-2, S. 49–73.
- Manfred Weitlauff: Lioba. In: Neue Deutsche Biographie (NDB). Band 14, Duncker & Humblot, Berlin 1985, ISBN 3-428-00195-8, S. 640 f. (Digitalisat).
- Bärbel Witten: Die Vita der Heiligen Lioba. Eine angelsächsische Äbtissin im Karolingerreich. In: Studien zur Kirchengeschichte Band 13. Verlag Dr. Kovac, Hamburg 2012, ISSN 1611-0277, ISBN 978-3-8300-6526-5.
- Bärbel Witten: Lioba – die Gründungsheilige des Klosters Fulda. In: Archiv für mittelrheinische Kirchengeschichte 69, 2017, S. 9–40.